# Corgatha enispodes
Corgatha enispodes là một loài bướm đêm trong họ Erebidae.